# کندی (تگزاس)
کندی، تگزاس (به انگلیسی: Kenedy, Texas) یک شهر در ایالات متحده آمریکا با جمعیت ۳٬۴۸۷ نفر است که در تگزاس واقع شده‌است.

## موقعیت جغرافیایی
موقعیت جغرافیایی شهرها و مناطق اطراف به شرح زیر است: